# Diagram zatížení
Diagram zatížení je graf vyjadřující závislost odebíraného výkonu dané sítě na čase. Z hlediska doby sledování výkonu (většinou po čtvrthodině či hodině) rozlišujeme diagramy denní (24 hodin), týdenní (168 hodin) a roční (8760 hodin). Měsíční diagram se nesleduje z důvodu přílišného rozdílu jednotlivých měsíců (zima - léto). Diagramy zatížení mají význam pro řízení provozu elektrizační soustavy.